# Gouvernement de Gaulle I
Pour les autres gouvernements dirigés par Ch. de Gaulle, voir Gouvernement Charles de Gaulle (2) et Gouvernement Charles de Gaulle (3).
Gouvernement provisoire de la République française
• Comité français de Libération nationale (CFLN) 
 • Laval VI (Vichy) Charles de Gaulle II
Le premier gouvernement Charles de Gaulle fait partie des gouvernements provisoires de la République française (1944-1947).
La fin de ce premier gouvernement du général de Gaulle est due à la forte progression des communistes aux élections du 21 octobre 1945 qui obtiennent 26 % des voix et 160 sièges à la Chambre des Députés. Le parti communiste français, en tant que premier parti politique en France, revendique alors en conséquence la direction du gouvernement, ce que refuse le général de Gaulle.

## Chronologie

### 1944
- 3 juin : début du gouvernement provisoire de la République française à Alger, présidé par le général
- 14 juin : Charles de Gaulle arrive à Bayeux libéré
- 26 juin : ordonnance instituant les cours départementales de justice pour juger les faits « révélant l'intention de favoriser les entreprises de l'ennemi »
- 27 juin : ordonnance sur l'épuration administrative
- 9 août : ordonnance rétablissant la légalité républicaine
- 26 août : défilé triomphal de Charles de Gaulle sur les Champs-Élysées. De Gaulle prend le pouvoir à Paris
- 26 août : ordonnance sur l'indignité nationale
- 28 août : incorporation des Forces françaises de l'intérieur (FFI) dans l'armée régulière
- 31 août : le GPRF s'installe à Paris
- 2 septembre : premier conseil des ministres du GPRF à Paris ; début officiel du gouvernement provisoire du général Charles de Gaulle
- 9 septembre : remaniement et élargissement du cabinet de Gaulle
- 12 septembre : lors d'un discours au palais de Chaillot, de Gaulle précise sa politique
- 14 septembre : début d'une série de voyages de Charles de Gaulle en province : Marseille, Toulouse (14-18 sept)
- 15 septembre : création de cours spéciales de Justice dans le cadre de l'épuration
- 23 septembre : les FFI sont « amalgamés » à l'armée régulière
- 5 octobre : ordonnance confirmant celle du CFLN sur le droit de vote des femmes qui obtiennent le droit de vote
- 16 octobre : ordonnance sur l'épuration économique
- 28 octobre : dissolution des milices patriotiques
- 7 novembre : séance inaugurale de l'Assemblée consultative provisoire installée au Palais du Luxembourg à Paris
- 8 novembre : création de la commission Langevin-Wallon sur l'éducation (elle rendra son rapport le 19 juin 1947)
- 18 novembre : ordonnance instituant une Haute Cour de justice, pour juger les hauts responsables du gouvernement de Vichy
- 26 novembre : constitution du Mouvement républicain populaire (MRP)
- 8 décembre : création du corps des Compagnies républicaines de sécurité.
- 14 décembre : nationalisation des ressources énergétiques avec la création des « Houillères nationales du Nord et du Pas de Calais »

### 1945
- 16 janvier 1945 : nationalisation des usines Renault et création de la « Régie Renault »
- 19 janvier 1945 : procès de l'écrivain Robert Brasillach ; il est condamné à mort et exécuté le 6 février
- 25 janvier 1945 : procès et condamnation à la réclusion perpétuelle de Charles Maurras
- 22 février 1945 : création des comités d'entreprise dans les établissements de plus de 100 employés (au moins 50 à partir de mai 1946)
- 3 mars 1945 : ordonnance créant une école primaire unique
- 9 avril 1945 : nationalisation de Gnome et Rhône
- 29 avril 1945: élection municipales (29 avr.-13 mai) ; les femmes votent pour la première fois
- 7 et 8 mai 1945: Capitulation de l'Allemagne
- 8 mai 1945 : Massacres de Sétif et Guelma en Algérie
- 16 mai 1945 : la France reçoit un siège de membre permanent au Conseil de sécurité des Nations unies
- 26 juin : nationalisation d'Air France
- 23 juillet au 15 août 1945 : procès du maréchal Pétain ; condamné à mort, il a sa peine commuée en détention perpétuelle le 23 août
- 3 août 1945 : fin de session de l'Assemblée consultative provisoire
- 24 septembre 1945 : Ordonnance créant un Conseil de l'Ordre des Médecins
- 4 octobre 1945 : Ordonnance sur la Sécurité sociale
  - début du procès de Pierre Laval (4 au 8 octobre), condamné à mort
- 15 octobre 1945 : exécutions de Joseph Darnand, chef de la Milice française, et de Pierre Laval
- 18 octobre 1945 : création du Commissariat à l'énergie atomique (CEA)
- 19 octobre 1945 : Ordonnance créant l'ENA (École nationale d'administration)
- 21 octobre 1945 : référendum et élection de la première Assemblée constituante, large victoire de la gauche ; les femmes ont le droit de vote pour la première fois à un référendum et participent pour la première fois à l'élection des députés
- 2 novembre 1945 : fin du premier gouvernement Charles de Gaulle
- 21 novembre 1945 : début du deuxième gouvernement Charles de Gaulle

## Composition

### Président du Gouvernement
| Image | Fonction                             |  | Nom               | Parti |
| ----- | ------------------------------------ |  | ----------------- | ----- |
|       | Président du gouvernement provisoire |  | Charles de Gaulle | SE    |

### Ministre d'État
| Image | Fonction        |  | Nom             | Parti |
| ----- | --------------- |  | --------------- | ----- |
|       | Ministre d'État |  | Jules Jeanneney | RI    |

### Ministres
| Image | Fonction                                       |  | Nom                     | Parti         |
| ----- | ---------------------------------------------- |  | ----------------------- | ------------- |
|       | Garde des sceaux                               |  | François de Menthon     | PDP, MRP      |
|       | Ministre de l'Intérieur                        |  | Adrien Tixier           | SFIO          |
|       | Ministre de la Guerre                          |  | André Diethelm          | DVD           |
|       | Ministre de la Marine                          |  | Louis Jacquinot         | DVD           |
|       | Ministre de l'Air                              |  | Charles Tillon          | PCF           |
|       | Ministre des Affaires étrangères               |  | Georges Bidault         | PDP, MRP      |
|       | Ministre de l'Agriculture                      |  | François Tanguy-Prigent | SFIO          |
|       | Ministre du Ravitaillement                     |  | Paul Giacobbi           | RAD           |
|       | Ministre des Transports et Travaux publics     |  | René Mayer              | RAD           |
|       | Ministre de l'Éducation nationale              |  | René Capitant           | DVG puis UDSR |
|       | Ministre des Colonies                          |  | René Pleven             | DVC puis UDSR |
|       | Ministre des Finances                          |  | Aimé Lepercq            | SE            |
|       | Ministre du Travail et de la Sécurité sociale  |  | Alexandre Parodi        | DVG           |
|       | Ministre des Postes, Télégraphes et Téléphones |  | Augustin Laurent        | SFIO          |
|       | Ministre de l'Information                      |  | Pierre-Henri Teitgen    | PDP, MRP      |
|       | Ministre des Prisonniers, Déportés et Réfugiés |  | Henri Frenay            | DVG puis UDSR |
|       | Ministre de la Santé publique                  |  | François Billoux        | PCF           |
|       | Ministre de l'Afrique du Nord                  |  | Georges Catroux         | SE            |
|       | Ministre de la Production industrielle         |  | Robert Lacoste          | SFIO          |
|       | Ministre de l'Économie nationale               |  | Pierre Mendès France    | RAD           |

## Remaniements

### Remaniement du 16 novembre 1944
Ce remaniement est dû à la mort d'Aimé Lepercq, survenu le 9 novembre 1944, à la suite d'un accident de voiture à Lille.
- Ministre des Finances : René Pleven (précédemment « ministre des Colonies »)

- Ministre du Ravitaillement : Paul Ramadier (SFIO)

- Ministre des Colonies : Paul Giacobbi (précédemment « ministre du Ravitaillement »)

- Ministre de la Reconstruction et de l'Urbanisme : Raoul Dautry (SE)

### Remaniement du 6 avril 1945
À la suite d'un désaccord avec René Pleven, sur l’orientation à donner à la politique économique, Pierre Mendès France démissionne du gouvernement.
- Cessation des fonctions de Pierre Mendès France (« ministre de l’Économie nationale »)

- Ministre de l’Économie nationale et des Finances : René Pleven (précédemment « ministre des Finances »)

### Remaniement du 30 mai 1945
Nommé par le général de Gaulle comme procureur au tribunal de Nuremberg, François de Menthon démissionne du gouvernement.
- Cessation des fonctions de François de Menthon (« garde des Sceaux »)

- Garde des Sceaux : Pierre-Henri Teitgen (précédemment « ministre de l’Information »)

- Ministre de l’Information : Jacques Soustelle (UDSR)

- Cessation des fonctions de Paul Ramadier (« ministre du Ravitaillement »)
- Ministre du Ravitaillement : Christian Pineau (SFIO)

### Remaniement du 27 juin 1945
À la suite d'une opération chirurgicale, Augustin Laurent démissionne du gouvernement.
- Cessation des fonctions d'Augustin Laurent (« ministre des Postes, Télégraphes et Téléphones »)

- Ministre des Postes, Télégraphes et Téléphones : Eugène Thomas (SFIO)